# デビルズ・ダブル -ある影武者の物語-
『デビルズ・ダブル -ある影武者の物語-』（デビルズ・ダブル -あるかげむしゃのものがたり-、原題: The Devil's Double）は、リー・タマホリ監督による2011年のベルギーの映画である。ウダイ・サッダーム・フセインとその影武者を描いたドラマ作品であり、実際に影武者であったと主張するラティフ・ヤヒアによる自伝本を原作としている。ただし、ヤヒアが影武者であったことに対しては疑問視する声もある。

## あらすじ
「生まれてきた時に殺せば良かった」イラクの独裁者サダム・フセインにそう言わしめた、彼の長男ウダイ。権力の傘の下で暴力を振るう残忍で無慈悲で淫蕩な殺人狂だ。
不幸にも彼とウリ二つの顔を持つラティフは、突然ウダイの屋敷に連れてこられ、彼の影武者になるよう強要される。拒めば家族の命が危ない。仕方なく従い、整形し、癖を覚え、ウダイになりきろうとするラティフだが、ウダイと行動を共にする中で、彼の狂気に満ちた日常を目の当たりにする。下校途中の女子学生を誘拐同様に連れ去り、犯し、殺す。結婚式の最中の新婦をレイプし、自殺に追いやる。本能の赴くまま己の欲望を満たす野獣の様なウダイに次第に怒りを覚えるが、どうすることもできない。やがてウダイの情婦サラヴと心を通わせていく。

## キャスト
※（）は日本語吹き替え
- ウダイ・フセイン、ラティフ・ヤヒア - ドミニク・クーパー（伊藤健太郎）
- サラブ - リュディヴィーヌ・サニエ（林真里花）
- ムネム - ラード・ラウィ（牛山茂）
- サッダーム・フセイン - フィリップ・クァスト（島香裕）
- ラティフの父 - ナセル・マメジア（小島敏彦）

## 製作
撮影はマルタで行われた。